# Naja sumatrana
Naja sumatrana este o specie de șerpi din genul Naja, familia Elapidae, descrisă de Müller 1890. A fost clasificată de IUCN ca specie cu risc scăzut. Conform Catalogue of Life specia Naja sumatrana nu are subspecii cunoscute.

## Galerie

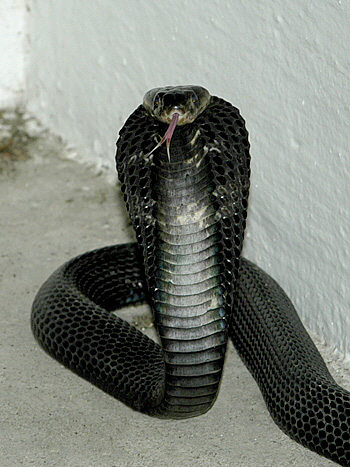